# KBS 1TV 일요 아침 드라마
KBS 1TV 일요 아침 드라마는 대한민국의 KBS 1TV에서 매주 일요일 아침 시간대 방송되었던 TV 드라마 작품이다. 일요 드라마와는 다르다.

## 작품 리스트
|  | - 아래의 텔레비전 드라마 중 2002년 11월 이후에 시청 가능 연령을 표시하는 드라마 등급 제도를 의무적으로 시행하고 있습니다. - 2017년 3월 1일부터 TV 프로그램 등급 표시 외에 주제, 폭력성, 선정성, 언어, 모방 위험 등 분류 사유 표시를 의무적으로 시행하고 있습니다. |

### 1970년대
- 《유미의 집》 : 1978년 10월 14일 ~ 1979년 4월 8일
- 《열풍》 : 1979년 4월 15일 ~ 1979년 8월 5일
- 《물무늬》 : 1979년 8월 12일 ~ 1979년 11월 10일
- 《두우리 녀석》 : 1979년 11월 17일 ~ 1980년 3월 30일

### 1980년대
- 《순영의 시대》 : 1980년 4월 6일 ~ 1980년 8월 10일
- 《소망》 : 1980년 9월 21일[1] ~ 1983년 11월 16일
- 《대관령》 : 1983년 11월 23일 ~ 1984년 10월 28일
- 《딸이 더 좋아》 : 1984년 11월 4일 ~ 1985년 12월 8일
- 《해돋는 언덕》 : 1985년 12월 15일 ~ 1988년 3월 20일

### 1990년대
- 《대추나무 사랑걸렸네》 : 1993년 5월 2일 ~ 1994년 10월 9일

### 2010년대
- 《산너머 남촌에는》 : 2011년 6월 5일 ~ 2012년 2월 26일
- 《산너머 남촌에는 2》 : 2012년 5월 20일 ~ 2014년 12월 28일
- 《오! 할매》 : 2015년 3월 31일 ~ 2015년 6월 28일

## 같이 보기
- KBS 2TV 일요 아침 드라마